# ماريو غولف: ورلد تور
ماريو غولف:جولة حول العالم (بالإنجليزية: Mario Golf: World Tour)‏ هي لعبة فيديو من نوع رياضية، تاريخ صدورها هو مايو 2, 2014، وهي متوفرة على أجهزة نينتندو 3دي إس. اللعبة من تطوير كامالوت سوفتوير بلانينغ ومن نشر نينتندو إنترتينمنت أنالسيس أند دفيلوبمنت.

## وصلات خارجية
- Official announcement
- Official website
- Official Japanese website